# Lenghu (köpinghuvudort i Kina, Qinghai Sheng, lat 38,74, long 93,33)
Lenghu (kinesiska: 冷湖, 冷湖镇) är en köpinghuvudort i Kina. Den ligger i provinsen Qinghai, i den nordvästra delen av landet, omkring 780 kilometer väster om provinshuvudstaden Xining. Antalet invånare är 2 434. Befolkningen består av 691 kvinnor och 1 743 män. Barn under 15 år utgör 7,0 %, vuxna 15-64 år 92 %, och äldre över 65 år 0,00 %.
Trakten runt Lenghu är nära nog obefolkad, med mindre än två invånare per kvadratkilometer. Det finns inga andra samhällen i närheten. Trakten runt Lenghu är ofruktbar med lite eller ingen växtlighet.
Genomsnittlig årsnederbörd är 50 millimeter. Den regnigaste månaden är juli, med i genomsnitt 12 mm nederbörd, och den torraste är april, med 1 mm nederbörd.